# Toronto Metros 1973
Questa pagina raccoglie i dati riguardanti i Toronto Metros nelle competizioni ufficiali della stagione 1973.

## Stagione
I Metros, sempre affidati a Artur Rodrigues, riuscirono ad imporsi nella propria Division, accedendo così ai play-off. Nelle semifinali la squadra affrontò i Philadelphia Atoms, che si imposero per 3-0. 

## Organigramma societario
Area direttiva
- Presidente: John Fisher
- General Manager: Jack Daley

Area tecnica
- Allenatore: Artur Rodrigues

## Rosa
| N. |                             | Ruolo | Calciatore              |
| -- | --------------------------- | ----- | ----------------------- |
| 1  | Canada (bandiera)           | P     | Dick Howard             |
| 2  | Canada (bandiera)           | D     | Tony Lecce              |
| 3  | Scozia (bandiera)           | D     | Brian Rowan (capitano)  |
| 4  | Portogallo (bandiera)       | D     | Quintino Semedo         |
| 5  | Irlanda del Nord (bandiera) | A     | Terry Harkin            |
| 5  | Portogallo (bandiera)       | C     | António Medeiros        |
| 6  | Portogallo (bandiera)       | C     | Fernando Ferreira Pinto |
| 7  | Canada (bandiera)           | C     | Gene Strenicer          |
| 8  | Scozia (bandiera)           | C     | Ian McPhee              |
| 9  | Argentina (bandiera)        | A     | Miguel Perrichon        |

| N. |                             | Ruolo | Calciatore       |
| -- | --------------------------- | ----- | ---------------- |
| 10 | Jugoslavia (bandiera)       | A     | Bruno Pilaš      |
| 11 | Germania (bandiera)         | A     | Lothar Wardanjan |
| 12 | Canada (bandiera)           | A     | Peter Roe        |
| 14 | Canada (bandiera)           | D     | Jim McDonald     |
| 15 | Canada (bandiera)           | C     | Tim Burns        |
| 16 | Canada (bandiera)           | A     | Joe Schiraldi    |
| 17 | Irlanda del Nord (bandiera) | D     | Bobby Averell    |
| 18 | Canada (bandiera)           | A     | Walter Muir      |
| 18 | Germania (bandiera)         | D     | Helmut Schäfer   |
| 22 | Brasile (bandiera)          | P     | Teo Braun        |